# Fédération des électeurs du Schleswig du Sud
La Fédération des électeurs du Schleswig du Sud (en allemand Südschleswigscher Wählerverband, abrégé en SSW ; en danois Sydslesvigsk Vælgerforening ; en frison septentrional Söödschlaswiksche Wäälerferbånd) est le parti politique de la minorité danoise du Schleswig-Holstein (Allemagne).

## Histoire

### Situation de la minorité danoise après 1945
Immédiatement après la guerre, face aux profondes difficultés économiques de la région et en réaction aux restrictions à la pratique de leur langue et à l'expression de leur culture imposés par le régime nazi, de nombreux membres de la minorité danoise songent au rattachement avec le Danemark. En 1947, la fédération des associations culturelles danoises SSV (Südschleswigscher Verein, en danois Sydslesvigsk Forening) est autorisée par le gouvernorat militaire britannique à participer aux premières élections pour le parlement régional. Elle recueille un tiers des suffrages au Südschleswig (près de 100 000 voix), ce qui équivaut à 9,3 % sur l'ensemble de la région et obtient sept sièges au parlement. Sa revendication principale, le rattachement au Danemark des territoires situés au Nord de l'Eider, doit cependant être rapidement abandonnée devant les réticences du gouvernement danois et celles de l’administration d'occupation,.

### Fondation
La SSW est créée l'année suivante (25 juin 1948) pour représenter politiquement les minorités danoises et frisonne. Elle se présente alors aux élections locales dans le nord du Land et obtient 26 % des suffrages. En 1949, la SSW recueille encore 5,4 % des voix lors des élections fédérales et un siège au Bundestag.

### Baisse des résultats
La SWW voit ses résultats baisser régulièrement jusqu'aux années 1970. Cependant, jouissant d'un statut spécial lié à son rôle de représentation des minorités locales, le parti est dispensé de la « clause des 5 % » et, de ce fait, a toujours été représenté depuis 1958 au parlement régional, quels que soient ses résultats.

### Regain et rechute
Après un regain d'intérêt à la fin des années 1990, qui l'ont vu culminer à 4,1 % des voix et trois sièges lors du scrutin de l'année 2000, le SSW emporte 3 % des voix et deux élus aux élections de 2005, ce qui aurait pu contribuer à lui faire jouer le rôle d'arbitre entre les deux blocs CDU/FDP et SPD/Alliance 90 / Les Verts si une grande coalition CDU-SPD n'avait pas été finalement retenue.

### Premier député au parlement national
Lors des élections fédérales allemandes de 2021, Stefan Seidler devient le premier député national du SSW.

## Idéologie
Les exigences de rattachement au Danemark ou d'autonomie régionale de l'immédiat après-guerre ont laissé la place à des revendications plus modérées. Politiquement le parti revendique la volonté d'introduire les évolutions sociales en provenance de Scandinavie. Le parti était proche des gouvernements SPD puis SPD-Alliance 90 / Les Verts qui se sont succédé au pouvoir dans la région de 1988 à 2005 sans toutefois participer à l'exécutif régional.

## Résultats aux élections pour le Landtag
| Année | Voix  | Mandats | Rang |
| ----- | ----- | ------- | ---- |
| 1947  | 9,3 % | 6 / 70  | 3e   |
| 1950  | 5,5 % | 4 / 69  | 6e   |
| 1954  | 3,5 % | 0 / 69  | 6e   |
| 1958  | 2,8 % | 2 / 69  | 5e   |
| 1962  | 2,3 % | 1 / 69  | 5e   |
| 1967  | 1,9 % | 1 / 73  | 5e   |
| 1971  | 1,4 % | 1 / 73  | 4e   |
| 1975  | 1,4 % | 1 / 73  | 4e   |
| 1979  | 1,4 % | 1 / 73  | 5e   |
| 1983  | 1,3 % | 1 / 74  | 5e   |
| 1987  | 1,5 % | 1 / 74  | 5e   |
| 1988  | 1,7 % | 1 / 74  | 5e   |
| 1992  | 1,9 % | 1 / 89  | 6e   |
| 1996  | 2,5 % | 2 / 75  | 6e   |
| 2000  | 4,1 % | 3 / 89  | 5e   |
| 2005  | 3,6 % | 2 / 69  | 5e   |
| 2009  | 4,3 % | 4 / 95  | 6e   |
| 2012  | 4,6 % | 3 / 69  | 6e   |
| 2017  | 3,3 % | 3 / 73  | 7e   |
| 2022  | 5,7 % | 4 / 69  | 5e   |